# Noordereilandpiopio
De Noordereilandpiopio (Turnagra tanagra) is een uitgestorven zangvogel uit de familie Oriolidae (wielewalen en vijgvogels).

## Verspreiding en leefgebied
Deze uitgestorven soort was endemisch op het Noordereiland in Nieuw-Zeeland.